# No disparen
No Disparen es el segundo CD del grupo argentino Villanos lanzado en 2000. Fue producido esta vez por Pablo Guyot y Alfredo Toth, con temas como ”Putas”, “No disparen” (en el video desfilan invitados especiales como Ciro de Attaque 77), “Fuera de moda” y “Hasta la muerte”.

## Lista de canciones
| N.º | Título              | Escritor(es) | Duración |  |
| 1.  | «Fuera de Moda»     | Niko Villano | 3:48     |  |
| 2.  | «Putas»             | Niko Villano | 3:35     |  |
| 3.  | «No Disparen»       | Niko Villano | 3:15     |  |
| 4.  | «Hasta la Muerte»   | Niko Villano | 2:53     |  |
| 5.  | «Lima Limón»        | Niko Villano | 3:15     |  |
| 6.  | «Vecinos de Mierda» | Niko Villano | 3:14     |  |
| 7.  | «Manos Vacías»      | Niko Villano | 3:34     |  |
| 8.  | «Pendeja»           | Niko Villano | 3:53     |  |
| 9.  | «Descontrol»        | Niko Villano | 2:35     |  |
| 10. | «Despegar»          | Niko Villano | 3:55     |  |
| 11. | «Como Duele»        | Niko Villano | 3:38     |  |
| 12. | «Más allá»          | Niko Villano | 2:50     |  |

## Cortes de difusión
- Putas (2000)
- No Disparen! (2000)
- Fuera de Moda (2000)
- Hasta la Muerte (2000)

## Videos
- Putas (2000)
- No Disparen! (2000)